# Saint-Barthélemy (Manche)
Saint-Barthélemy ist eine französische Gemeinde mit 338 Einwohnern (Stand: 1. Januar 2022) im Département Manche in der Region Normandie. Sie gehört zum Arrondissement Avranches und zum Kanton Le Mortainais.

## Geographie
Saint-Barthélemy liegt etwa 30 Kilometer östlich von Avranches. Umgeben wird Saint-Barthélemy von den Nachbargemeinden Juvigny les Vallées im Westen und Norden, Saint-Clément-Rancoudray im Osten und Südosten, Le Neufbourg im Süden sowie Romagny Fontenay im Südwesten.

## Bevölkerungsentwicklung
| Jahr                       | 1962 | 1968 | 1975 | 1982 | 1990 | 1999 | 2008 | 2018 |
| Einwohner                  | 370  | 310  | 299  | 361  | 388  | 361  | 353  | 334  |
| Quellen: Cassini und INSEE |      |      |      |      |      |      |      |      |

## Sehenswürdigkeiten
- Kirche Saint-Barthélemy aus dem 17. Jahrhundert

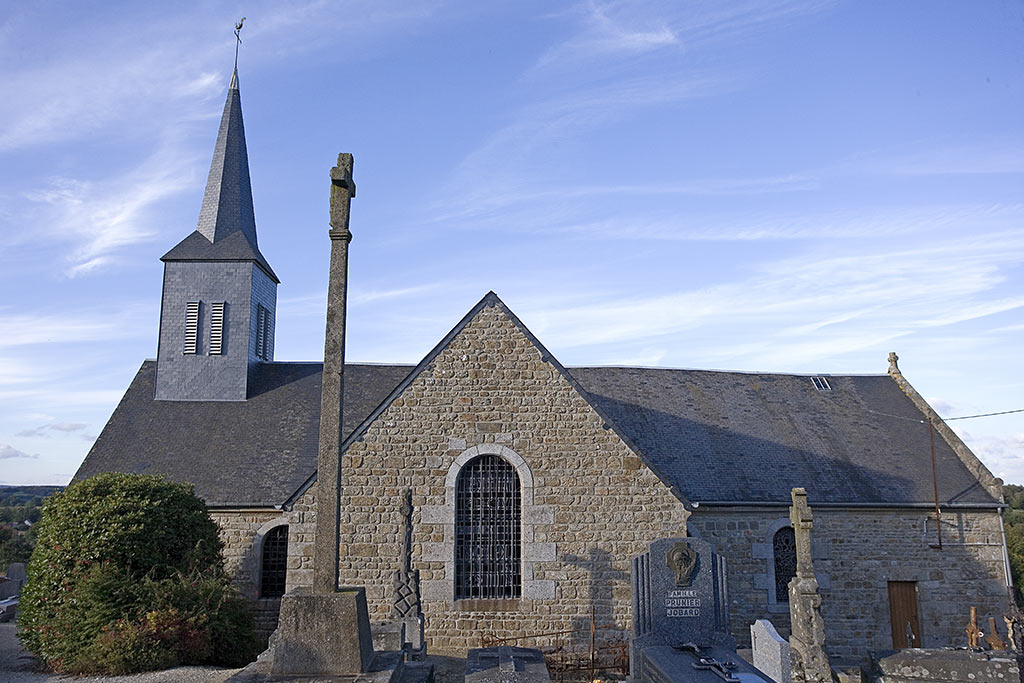
Kirche Saint-Barthélemy